# Thaisa Mc Leod
Thaisa Mc Leod (Aruba, 1 de enero de 2002) es una voleibolista peruana miembro selección femenina de voleibol del Perú. Es considerada una de las jugadoras más destacadas de las selecciones juveniles de Perú. Es jugadora como opuesta. En 2018 fue destacada como Deportista del Año en la Categoría U18 por parte de la Federación Peruana de Voleibol. Su equipo actual es Géminis de la Liga Peruana de Vóley Femenino.

## Carrera
La joven seleccionada nació en la ciudad de Oranjestad, capital de Aruba. Llegó a Perú junto a su madre y comenzó su entrenamiento en la selección nacional de voleibol de la mano del entrenador Enrique Briceño. Actualmente está bajo la dirección técnica de la entrenadora Natalia Málaga.
Tras recuperarse de su lesión en la rodilla, regresó en 2017 a la selección nacional y ha integrado las distintas categorías de la selección nacional de Perú, Menores (Sub-18), Juvenil (Sub-20) y Sub-23.
Ha participado en 2017 en el Mundial U18 y el Mundial U20. En 2019 jugó su tercer Mundial U18.
Es la jugadora más alta de la selección Perú después de Katherine Regalado de 1.90 m.

## Clubes
| Club                   | País | Año         |
| ---------------------- | ---- | ----------- |
| Sporting Cristal       | Perú | 2014 - 2019 |
| Sport Real             | Perú | 2019 - 2020 |
| Universidad San Martín | Perú | 2020        |
| Regatas Lima           | Perú | 2021 - 2024 |
| Géminis                | Perú | 2024 - 2025 |
| Athenea                | Perú | 2025 -      |

## Resultados

### Selección nacional
- 2014: "Campeona" Campeonato Sudamericano de Voleibol Femenino Pre Infantil de 2014

- 2015: "Campeona" Campeonato Sudamericano de Voleibol Femenino Sub-16 de 2015

- 2017: 14° puesto Campeonato Mundial de Voleibol Femenino Sub-20 de 2017

- 2017: 12° puesto Campeonato Mundial de Voleibol Femenino Sub-18 de 2017

- 2017: 5° puesto Copa Panamericana de Voleibol Femenino Sub-20 de 2017

- 2017: 4° puesto Copa Final Four de Voleibol Femenino Sub-18 de 2017

- 2017: "Subcampeona" Campeonato Sudamericano de Voleibol Femenino Sub-16 de 2017

- 2018: "Subcampeona" Copa Panamericana de Voleibol Femenino Sub-23 de 2018

- 2018: "Tercer Puesto" Copa Final Four de Voleibol Femenino Sub-20 de 2018

- 2018: "Tercer Puesto" Campeonato Sudamericano de Voleibol Femenino Sub-20 de 2018

- 2018: "Subcampeona" Campeonato Sudamericano de Voleibol Femenino Sub-18 de 2018

### Club
- 2014: "Subcampeona" Liga Nacional Superior de Voleibol del Perú Categoría Infantil con Club Sporting Cristal (vóley)
- 2014: 4° puesto Liga Nacional Superior de Voleibol del Perú Categoría Menores con Club Sporting Cristal (vóley)
- 2014: "Tercer puesto" Liga Nacional Superior de Voleibol del Perú Categoría Menores con Club Sporting Cristal (vóley)
- 2015: 6° puesto Liga Nacional Superior de Voleibol del Perú Categoría Infantil con Club Sporting Cristal (vóley)
- 2015: 4° puesto Liga Nacional Superior de Voleibol del Perú Categoría Menores con Club Sporting Cristal (vóley)
- 2015: 5° puesto Liga Nacional Superior de Voleibol del Perú Categoría Juvenil con Club Sporting Cristal (vóley)
- 2016: 7° puesto  Liga Nacional Superior de Voleibol del Perú Categoría Infantil con Club Sporting Cristal (vóley)
- 2016: "Tercera"  Liga Nacional Superior de Voleibol del Perú Categoría Menores con Club Sporting Cristal (vóley)
- 2016: 6° puesto Liga Nacional Superior de Voleibol del Perú Categoría Juvenil con Club Sporting Cristal (vóley)
- 2016: 7° puesto Liga Nacional Superior de Voleibol del Perú Categoría Mayores con Club Sporting Cristal (vóley)
- 2017: 7° puesto  Liga Nacional Superior de Voleibol del Perú Categoría Menores con Club Sporting Cristal (vóley)
- 2017: "Tercer puesto" Liga Nacional Superior de Voleibol del Perú Categoría Juvenil con Club Sporting Cristal (vóley)
- 2017-18: 6° puesto Liga Nacional Superior de Voleibol del Perú Categoría Mayores con Club Sporting Cristal (vóley)
- 2018: "Tercer puesto" Liga Nacional Superior de Voleibol del Perú Categoría Menores con Club Sporting Cristal (vóley)
- 2018: "Campeona" Liga Nacional Superior de Voleibol del Perú Categoría Juvenil con Club Sporting Cristal (vóley)
- 2021-22:  "Campeona" Liga Nacional Superior de Voleibol del Perú Categoría Mayores con Club de Regatas Lima (Vóley)
- 2022-23:  "Campeona" Liga Nacional Superior de Voleibol del Perú Categoría Mayores con Club de Regatas Lima (Vóley)

## Premios y reconocimientos

### Premios Individuales
- 2017: Mejor Opuesta Copa Final Four de Voleibol Femenino Sub-18 de 2017 premio entregado por la Confederación Sudamericana de Voleibol[8]
- 2018: Deportista del Año en la Categoría U18 premio entregado por la Federación Peruana de Voleibol[cita requerida]
- 2019: Mejor Opuesta Liga Nacional Superior de Voleibol del Perú